# Lliga de Segona Divisió
De Lliga de Segona Divisió is de voetbalcompetitie op het tweede niveau in Andorra die door de Andorrese voetbalbond (FAF) wordt georganiseerd.
De competitie werd in 1999 gestart en bestaat uit acht teams. Alleen de kampioen promoveert naar de Primera Divisió. De nummer twee speelt een play-off tegen de nummer zeven van de Primera Divisió. Vanaf het seizoen 2021/22 bestaat de liga uit 12 teams.

## Kampioenen
| Seizoen | Kampioen                     |
| ------- | ---------------------------- |
| 1999-00 | FC Lusitanos                 |
| 2000-01 | FC Rànger's                  |
| 2001-02 | Racing d'Andorra ¹           |
| 2002-03 | UE Engordany                 |
| 2003-04 | Atlètic Club d'Escaldes      |
| 2004-05 | FC Santa Coloma II ²         |
| 2005-06 | FC Encamp                    |
| 2006-07 | Casa Estrella del Benfica    |
| 2007-08 | UE Santa Coloma ²            |
| 2008-09 | FC Encamp                    |
| 2009-10 | Casa Estrella del Benfica    |
| 2010-11 | FC Lusitanos B³              |
| 2011-12 | FC Encamp                    |
| 2012-13 | FC Ordino                    |
| 2013-14 | UE Engordany                 |
| 2014-15 | Penya Encarnada d'Andorra    |
| 2015-16 | CE Jenlai                    |
| 2016-17 | Inter Club d'Escaldes        |
| 2017-18 | FC Ordino                    |
| 2018-19 | Inter Club d'Escaldes        |
| 2019-20 | Penya Encarnada d'Andorra³·¹ |
| 2020-21 | FC Ordino                    |
| 2021-22 | Penya Encarnada d'Andorra    |
| 2022-23 | FC Pas de la Casa            |
| 2023-24 | FS La Massana                |

¹ werd na het seizoen opgeheven. De nummer twee FC Cerni promoveerde.
² mocht als tweede elftal niet promoveren. De nummer twee UE Extremenya promoveerde.
² speelde als het tweede elftal van FC Santa Coloma in de competitie, werd na het kampioenschap zelfstandig als UE Santa Coloma en promoveerde in 2008.
³ mocht als tweede elftal niet promoveren. De nummer twee FC Rànger's promoveerde.
³.¹ Seizoen niet uitgespeeld vanwege coronapandemie. Penya Encarnada d'Andorra krijgt wel promotierecht
CF Atlètic Amèrica ·
Atlètic Amèrica II ·
FC Santa Coloma-II ·
CE Carroi ·
UE Santa Coloma-II
Albanië · 
Andorra · 
Armenië · 
Azerbeidzjan · 
België (tot 2016 / vanaf 2016) ·
Bhutan ·
Bosnië-Herzegovina (BiH) · 
Bosnië-Herzegovina (RS) · 
Bulgarije · 
Curaçao · 
Cyprus · 
Denemarken · 
Duitsland · 
Engeland · 
Estland · 
Faeröer · 
Finland · 
Frankrijk · 
Georgië · 
Gibraltar · 
Griekenland · 
Hongarije · 
Ierland · 
IJsland · 
Israël · 
Italië · 
Kazachstan · 
Kosovo · 
Kroatië · 
Letland · 
Litouwen · 
Luxemburg · 
Malta · 
Moldavië · 
Montenegro · 
Nederland · 
Noord-Ierland · 
Noord-Macedonië · 
Noorwegen · 
Oekraïne · 
Oostenrijk · 
Polen · 
Portugal · 
Roemenië · 
Rusland · 
Schotland · 
Servië · 
Servië en Montenegro (FR Joegoslavië) ·
Slovenië · 
Slowakije · 
Sovjet-Unie · 
Spanje · 
Tsjechië · 
Tsjecho-Slowakije ·
Turkije · 
Turkse Republiek Noord-Cyprus · 
Wales (Noord) · 
Wales (Zuid) · 
Wit-Rusland · 
Zweden · 
Zwitserland